# Dirka po Sloveniji 2025
Dirka po Sloveniji 2025 je enaintrideseta izvedba petdnevne etapne Dirke po Sloveniji, ki je pod okriljem serije UCI ProSeries potekala od 4. do 8. junija 2025. Skupno zmago je osvojil Anders Halland Johannessen (Uno-X Mobility), rdečo in modro majico Fabio Christen (Q36.5 Pro Cycling Team), belo majico pa Jakob Omrzel (Team Bahrain Victorious).

## Ekipe
UCI WorldTeams
- Team Bahrain Victorious
- Lidl–Trek
- Team Jayco–AlUla
- UAE Team Emirates XRG

UCI ProTeams
- Caja Rural–Seguros RGA
- Equipo Kern Pharma
- Euskaltel–Euskadi
- Team Polti VisitMalta
- Team Solution Tech–Vini Fantini
- Unibet Tietema Rockets
- Burgos Burpellet BH
- Uno-X Mobility
- VF Group–Bardiani–CSF–Faizanè

UCI Continental
- Adria Mobil
- Pogi Team Gusto Ljubljana
- Pierre Baguette Cycling
- Factor Racing
- Benotti Berthold

## Trasa in etape
| Etapa  | Datum    | Trasa                     | Dolžina  | V. razlika | Tip | Tip             | Zmagovalec              |
| ------ | -------- | ------------------------- | -------- | ---------- | --- | --------------- | ----------------------- |
| 1      | 4. junij | Piran – Škofljica         | 168,7 km | 1838 m     |     | razgibana etapa | Dylan Groenewegen (NED) |
| 2      | 5. junij | Velenje – Rogaška Slatina | 157,8 km | 1842 m     |     | razgibana etapa | Fabio Christen (SUI)    |
| 3      | 6. junij | Majšperk – Ormož          | 173,4 km | 1382 m     |     | ravninska etapa | Dylan Groenewegen (NED) |
| 4      | 7. junij | Maribor – Golte           | 175,2 km | 3014 m     |     | gorska etapa    | Kirilo Carenko (UKR)    |
| 5      | 8. junij | Litija – Novo Mesto       | 123,9 km | 1847 m     |     | razgibana etapa | Rui Oliveira (POR)      |
| Skupaj | Skupaj   | Skupaj                    | 799 km   | 9923 m     |     |                 |                         |

## Razvrstitev vodilnih
| Etapa  | Zmagovalec        | Skupno                     | Po točkah         | Gorski cilji   | Mladi kolesarji | Ekipno                        |
| ------ | ----------------- | -------------------------- | ----------------- | -------------- | --------------- | ----------------------------- |
| 1      | Dylan Groenewegen | Dylan Groenewegen          | Dylan Groenewegen | Fabio Christen | António Morgado | UAE Team Emirates XRG         |
| 2      | Fabio Christen    | Fabio Christen             | Fabio Christen    | Fabio Christen | Jakob Omrzel    | UAE Team Emirates XRG         |
| 3      | Dylan Groenewegen | Fabio Christen             | Dylan Groenewegen | Fabio Christen | Jakob Omrzel    | UAE Team Emirates XRG         |
| 4      | Kyrylo Tsarenko   | Anders Halland Johannessen | Dylan Groenewegen | Fabio Christen | Jakob Omrzel    | Caja Rural–Seguros RGA        |
| 5      | Ivo Oliveira      | Anders Halland Johannessen | Dylan Groenewegen | Fabio Christen | Jakob Omrzel    | VF Group–Bardiani–CSF–Faizanè |
| Skupno | Skupno            | Anders Halland Johannessen | Fabio Christen    | Fabio Christen | Jakob Omrzel    | VF Group–Bardiani–CSF–Faizanè |